# Jökulsárlón
64°4′30.34″N 16°12′56.63″V / 64.0750944°N 16.2157306°V
Jökulsárlón er den største, og måske de mest berømte, gletsjersøer på Island. Den er beliggende i den sydlige ende af gletsjeren Vatnajökull mellem Skaftafell National Park og Höfn. Søen opstod først i 1934-1935 og voksede fra 7,9 km² i 1975 til mindst 25 km² i dag på grund af kraftig afsmeltning gletsjeren. Med en dybde på 284 meter er Jökulsárlón dybeste sø på Island.
Jökulsárlón ser ud som "en spøgelsesagtig procession af lysende blå isbjerge".
Jökulsárlón ligger tæt kysten og erosion fra gletsjeren, og strømningen ud af søen vil sandsynligvis gøre det til en bugt eller fjord engang i fremtiden. Der er planer om at forhindre dette, da den eneste vej i området går over en smal tange mellem søen og havet.
Søen er lige ved Hringvegur, den islandske ringvej, og busser der har rute mellem Höfn og Reykjavík stopper normalt her. Søen er fyldt med isbjerge, som er kælvet af bræen Breiðamerkurjökull.
Nær Jökulsárlón er der to andre gletsjersøer, Fjallsárlón og Breiðárlón.